# Cássio Motta
Cássio Motta (São Paulo, 22 februari 1960) is een voormalig tennisser uit Brazilë. Motta speelt rechtshandig. Hij was actief in het proftennis van 1979 tot en met 1994.

## Loopbaan
Motta was bovenal een dubbelspeler. In het enkelspel bereikte hij eenmaal een ATP-finale, in 1987 op het toernooi van Guarujá. Hij verloor van zijn landgenoot Luiz Mattar.
In het dubbelspel won hij tien titels op de ATP-tour. In september 1983 bereikte hij de vierde plaats op de ATP-ranglijst.
In het gemengd dubbelspel bereikte hij de finale op Roland Garros 1982, aan de zijde van landgenote Cláudia Monteiro.
In de periode 1979–1993 maakte Motta deel uit van het Braziliaanse Davis Cup-team – hij behaalde daar een winst/verlies-balans van 28–21.

## Posities op deATP-ranglijst
Positie per einde seizoen:
| jaar | rang enkelspel | rang dubbelspel |
| ---- | -------------- | --------------- |
| 1978 | 254            | –               |
| 1979 | 109            | –               |
| 1980 | 255            | –               |
|      |                |                 |
| 1982 | 87             | 31              |
| 1983 | 79             | 13              |
| 1984 | 107            | 58              |
| 1985 | 136            | 80              |
| 1986 | 49             | 95              |
| 1987 | 122            | 98              |
| 1988 | 74             | 121             |
| 1989 | 143            | 52              |
| 1990 | 105            | 38              |
| 1991 | 216            | 53              |
| 1992 | 198            | 67              |
| 1993 | 693            | 183             |
| 1994 | 585            | 868             |

## Palmares
| Legenda                       |
| ----------------------------- |
| Grand Slam                    |
| Olympische Spelen             |
| Tennis Masters Cup            |
| ATP Masters Series            |
| ATP International Series Gold |
| ATP International Series      |

### ATP-finaleplaatsen enkelspel
| nr.              | finale     | toernooi    | ondergrond | tegenstander | score         |         |
| ---------------- | ---------- | ----------- | ---------- | ------------ | ------------- | ------- |
| gewonnen finales |            |             |            |              |               |         |
| geen             |            |             |            |              |               |         |
| verloren finales |            |             |            |              |               |         |
| 1.               | 1987-02-01 | ATP Guarujá | gravel     | Luiz Mattar  | 3-6, 7-5, 2-6 | details |

### ATP-finaleplaatsen mannendubbelspel
- aantal gewonnen titels: 10
- aantal verloren finales: 13

### ATP-finaleplaatsen gemengd dubbelspel
| nr.              | finale     | toernooi      | ondergrond | partner          | tegenstanders             | score    |         |
| ---------------- | ---------- | ------------- | ---------- | ---------------- | ------------------------- | -------- | ------- |
| gewonnen finales |            |               |            |                  |                           |          |         |
| geen             |            |               |            |                  |                           |          |         |
| verloren finales |            |               |            |                  |                           |          |         |
| 1.               | 1982-06-06 | Roland Garros | gravel     | Cláudia Monteiro | Wendy Turnbull John Lloyd | 2-6, 6-7 | details |

## Resultaten grandslamtoernooien
| Legenda | Legenda                          |
| ------- | -------------------------------- |
| g.t.    | geen toernooi gehouden           |
| l.c.    | lagere categorie                 |
| –       | niet deelgenomen                 |
| G       | uitgeschakeld in de groepsfase   |
| 1R      | uitgeschakeld in de eerste ronde |
| 2R      | uitgeschakeld in de tweede ronde |
| 3R      | uitgeschakeld in de derde ronde  |
| 4R      | uitgeschakeld in de vierde ronde |
| KF      | uitgeschakeld in de kwartfinale  |
| HF      | uitgeschakeld in de halve finale |
| F       | de finale verloren               |
| W       | het toernooi gewonnen            |
| w-v     | winst/verlies-balans             |

### Enkelspel
| toernooi        | 1979 | 1980 | 1981 | 1982 | 1983 | 1984 | 1985 | 1986 | 1987 | 1988 | 1989 | 1990 |    | 1992 |
| --------------- | ---- | ---- | ---- | ---- | ---- | ---- | ---- | ---- | ---- | ---- | ---- | ---- | -- | ---- |
| Australian Open | –    | –    | –    | –    | –    | –    | –    | g.t. | –    | –    | –    | –    | –  |      |
| Roland Garros   | 2R   | 1R   | 2R   | 2R   | 1R   | 3R   | 3R   | 3R   | 1R   | 2R   | 1R   | 1R   | 1R |      |
| Wimbledon       | 1R   | –    | –    | 2R   | 3R   | 3R   | 1R   | –    | 1R   | –    | 1R   | 1R   | –  |      |
| US Open         | –    | –    | –    | 1R   | 1R   | 1R   | 1R   | 2R   | –    | 1R   | 1R   | –    | –  |      |

### Mannendubbelspel
| toernooi        | 1978 | 1979 |    | 1981 | 1982 | 1983 | 1984 | 1985 | 1986 | 1987 | 1988 | 1989 | 1990 | 1991 | 1992 | 1993 |
| --------------- | ---- | ---- | -- | ---- | ---- | ---- | ---- | ---- | ---- | ---- | ---- | ---- | ---- | ---- | ---- | ---- |
| Australian Open | –    | –    | –  | –    | –    | –    | –    | g.t. | –    | –    | –    | –    | –    | –    | –    |      |
| Roland Garros   | –    | 1R   | 2R | HF   | KF   | 2R   | 1R   | 1R   | 1R   | 1R   | KF   | 3R   | 2R   | HF   | 2R   |      |
| Wimbledon       | 1R   | –    | 1R | –    | –    | 1R   | 1R   | –    | 1R   | –    | 1R   | 2R   | 2R   | –    | –    |      |
| US Open         | –    | –    | –  | 1R   | 1R   | KF   | 1R   | 3R   | –    | –    | 1R   | –    | –    | 1R   | –    |      |

### Gemengd dubbelspel
| toernooi        | 1982 | 1983 | 1984 | 1985 | 1986 | 1987 | 1988 | 1989 | 1990 | 1991 | 1992 | w-v  |
| --------------- | ---- | ---- | ---- | ---- | ---- | ---- | ---- | ---- | ---- | ---- | ---- | ---- |
| Australian Open | –    | –    | –    | –    | g.t. | –    | –    | –    | –    | –    | –    | 0-0  |
| Roland Garros   | F    | 2R   | –    | 3R   | 3R   | –    | 1R   | 1R   | 1R   | 1R   | 2R   | 10-9 |
| Wimbledon       | –    | 1R   | 2R   | 3R   | –    | 1R   | –    | –    | 2R   | –    | –    | 4-5  |
| US Open         | 1R   | 1R   | –    | 1R   | –    | –    | –    | –    | –    | –    | –    | 0-3  |